# Traité de Berlin (1921)
Pour les articles homonymes, voir Traité de Berlin.
Le traité de Berlin est un traité de paix séparé signé entre les États-Unis et l'Allemagne le 25 août 1921, à la suite de la Première Guerre mondiale. Il reprend le contenu du traité de Versailles (non ratifié par le Sénat des États-Unis) en retirant les responsabilités des États-Unis quant au respect des clauses par l'Allemagne. Charles Evans Hughes en est à son initiative.
Les ratifications ont été échangées le 11 novembre 1921 et le traité est devenu effectif le même jour. Le traité a été enregistré par la Société des Nations le 12 août 1922.

## Contexte
À l'issue de la Première Guerre mondiale, l'Empire allemand est défait par les puissances alliées, dont l'une est les États-Unis. Le gouvernement des États-Unis avait déclaré la guerre à l'Allemagne le 6 avril 1917. À la fin de la guerre, en novembre 1918, le régime impérial allemand est remplacé par une république.
En 1919, une conférence se tient à Paris pour mettre au point un traité de paix qui est signé à Versailles en juillet. Le gouvernement US signe ce traité, mais le Sénat américain refuse de le ratifier, principalement en raison du refus des États-Unis de participer à la Société des Nations.
Comme conséquence, les deux gouvernements allemand et américain débutent des négociations séparées. Le 2 juillet 1921, le président américain Warren G. Harding signe la résolution Knox-Porter (en), validée par le Congrès américain qui met fin à l'état de guerre entre les USA, l'Allemagne, l'Autriche et la Hongrie, permettant ainsi de préparer des traités de paix séparés. Le traité de paix avec l'Allemagne, formellement appelé le "Treaty between the United States and Germany Restoring Friendly Relations" (en français : le traité entre les États-Unis et l'Allemagne restaurant des relations amicales) est signé à Berlin le 25 août 1921. Le Sénat des États-Unis informe de sa ratification le 18 octobre 1921 et le traité est signé par le président Harding le 21 octobre. L'Allemagne ratifie elle-même le traite le 2 novembre et l'échange des ratifications a lieu à Berlin le 11 novembre 1921.

## Termes du traité
L'article 1 oblige le gouvernement allemand à accorder au gouvernement américain tous les droits et privilèges accordés aux puissances alliées qui ont ratifié le traité de Versailles. L'article 2 précise quels sont les articles du traité de Versailles qui vont s'appliquer pour les États-Unis. L'article 3 prévoit l'échange des ratifications à Berlin.

## Conséquences
Le traité a posé les fondements d'une coopération germano-américaine en dehors de la supervision de la Société des Nations. Comme conséquence, le gouvernement américain ouvre la voie à une assistance partielle au gouvernement de la république de Weimar en vue d'alléger le poids des réparations de guerre exigées par le traité de Versailles. À la suite de ce traité, les relations diplomatiques entre les deux pays sont rétablies et, le 10 décembre 1921, un nouveau chargé d'affaires américain, Ellis Loring Dresel (en), vient présenter ses lettres de créances à Berlin.
Le traité est complété par un autre traité signé à Berlin le 10 août 1922 qui établit une commission mixte américano-allemande en vue de décider du montant des réparations dues par l'Allemagne aux États-Unis.